# Zemljin Trojanac
Zemljin Trojanac (oznaka: 2010 TK7) je planetoid (asteroid) promjera oko 300 metara kruži oko Sunca u Lagrangeovoj točki L4 ispred Zemlje. Lagrangeove točke ili točke libracije, stabilne su točke u problemu interakcije triju tijela (npr. Sunce, planet i neka treća masa). Općenito, problem triju (i više) tijela nije moguće analitički riješiti. Postoji 5 takvih točaka, koje je odredio Lagrange. Tri od njih su na spojnici Sunce–planet: L1 između Sunca i planeta, L2 s one strane planeta, L3 s one strane Sunca. L4 i L5 nalaze se pod kutom od 60°, gledano sa Sunca, ispred i iza planeta na njegovoj stazi. Trojanci su planetoidi ili prirodni sateliti koji dijele putanju s planetom ili nekim većim satelitom i gibaju se ispred ili iza njega pod kutom od približno 60° (Trojanci i veće tijelo nalaze se u vrhovima istostraničnoga trokuta). Njihovo je gibanje stabilno. Položaj Trojanaca odgovara Lagrangeovim točkama stabilnosti L4 i L5 u Lagrangeovu rješenju problema triju tijela. Prvi otkriveni Trojanci bili su na Jupiterovoj putanji. Oni koji kruže oko Sunca ispred Jupitera nazvani su imenima osvajača Troje, a oni iza Jupitera imenima njezinih branitelja. Prvi je otkriven Ahilej, najveći je Hektor. Vrlo su tamni, malog albeda, a ima ih više stotina tisuća s promjerom većim od 1 km. Poznato je da Mars ima tri Trojanca, Neptun osam. Saturn ima nekoliko trojanskih satelita: npr. putanju s Tetijom dijele njezini Trojanci Telesta i Kalipsa, a s Dionom Helena i Polideuk.

## Trojanci
Trojanci su planetoidi ili prirodni sateliti koji dijele putanju s planetom ili nekim većim satelitom i gibaju se ispred ili iza njega pod kutom od približno 60° (Trojanci i veće tijelo nalaze se u vrhovima istostraničnoga trokuta). Njihovo je gibanje stabilno. Položaj Trojanaca odgovara Lagrangeovim točkama stabilnosti L4 i L5 u Lagrangeovu rješenju problema triju tijela (Joseph-Louis Lagrange). Prvi otkriveni Trojanci bili su na Jupiterovoj putanji. Oni koji kruže oko Sunca ispred Jupitera nazvani su imenima osvajača Troje, a oni iza Jupitera imenima njezinih branitelja. Prvi je otkriven Ahilej, najveći je Hektor. Vrlo su tamni, malog albeda, a ima ih više stotina tisuća s promjerom većim od 1 kilometar. Poznato je da Mars ima tri Trojanca, Neptun osam, a 2010. otkriven je i Zemljin Trojanac (2010 TK7), promjera oko 300 metara, koji kruži oko Sunca u Lagrangeovoj točki ispred Zemlje. Saturn ima nekoliko trojanskih satelita: npr. putanju s Tetijom dijele njezini Trojanci Telesta i Kalipsa, a s Dionom Helena i Polideuk.